# Sima Tan
Sima Tan (ur. 165 p.n.e., zm. 110 p.n.e.) – historyk z czasów Zachodniej Dynastii Han, ojciec Sima Qiana i współautor Zapisków historyka.
Był Tao w wykładni szkoły Huang-Lao, choć wykazywał skłonności do eklektyzmu filozoficznego. W skład Zapisków wchodzi jego praca o podziale chińskiej filozofii na sześć głównych szkół: konfucjanizm, legizm, motizm, naturalizm, szkołę nazw i taoizm.